# Jedlice (Opole)
Jedlice is een dorp in de Poolse woiwodschap Opole. De plaats maakt deel uit van de gemeente Ozimek en telt 140 inwoners.

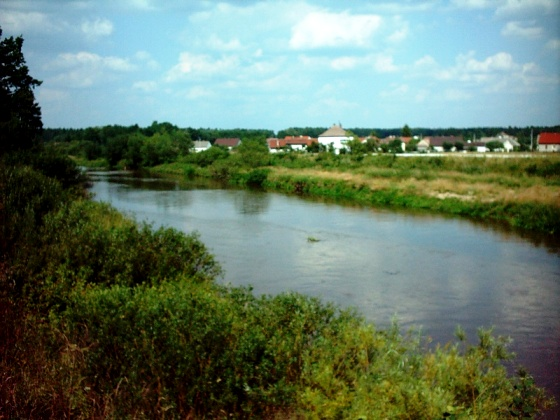
Rivier Mała Panew, met uitzicht op Jedlice